# コリウス
コリウス（Coleus）とは、シソ科コリウス属（シノニム：ソレノステモン属（Solenostemon Thonn.））の植物の総称。和名は金襴紫蘇（きんらんじそ）、錦紫蘇（にしきじそ）。熱帯アフリカ、熱帯アジア、オーストラリア、東インド諸島、フィリピンに分布する。園芸品種として種間雑種も作出されている。

## 特徴
草丈30cmくらい。葉は平滑なもの、深い切れ込みの入ったものや縮れのあるものなどがあり、葉の色はえんじ色・オレンジ・明るい黄色・サーモンピンクなど、レインボー系と呼ばれる、それらの色に緑の縁取りのついたものがポピュラーである。観葉植物として鉢物にするが、花壇に植えることもできる。通常は、春に種子を播いて殖やすが、さし芽もできる。
温帯では一年草として扱うが、原産地では宿根草である。このため冬に暖かい室内などに入れておけば越冬できる。
属名コリウス（コレウス）とは、ラテン語で「鞘」の意味で、花序が刀の鞘に似ていることによる。
コレウス・フォルスコリ（Plectranthus barbatus、シノニム：Coleus forskohlii）など、コリウス属の一部の種は現在、Plectranthus属に分類されている。

## 栽培
微細種子なので、種の取り扱いには注意が必要で、浅鉢に蒔き、受け皿から吸水させる。発芽適温が比較的高いので、日本では5月に入ってからまいた方がよい。苗になればあまり病虫害もなく、育てやすいが、乾燥と強い陽射しに弱いので、半日陰で育て、こまめに水やりをする。シソ（Perilla frutescens var. crispa）に似た藤色の花が咲くが、観賞価値が低いばかりでなく、花茎が伸びるに従って葉の色が褪せてくるので、種子の採取が目的の場合を除き花は出てきたらつみ取るようにする。ただし花芽を付けておくと草本自体の成長が止まるのを利用し、これ以上大きく伸びて欲しくないような場合は花芽を残すことで株の大きさを調整することもできる。